# 叶连娜·弗托雷金娜
叶连娜·安德烈耶芙娜·弗托雷金娜（羅馬化：Yelena Andreyevna Vtorygina；1957年8月17日—）是俄罗斯政治人物，第五届、第六届、第七届和第八届国家杜马的代表。
2004年12月，弗托雷金娜当选第四届阿尔汉格尔斯克州代表大会代表。2007年，她连任第五届议员。2011年5月18日，在谢尔盖·米罗诺夫失去联邦委员会席位后，她自愿辞去职务，转而支持谢尔盖·米罗诺夫。2012年，她被任命为阿尔汉格尔斯克州州长伊戈尔·奥尔洛夫的顾问。2013年3月，国家杜马议员弗拉基米尔·佩赫京提前辞去职务，4月3日，弗托雷金娜接替空出的职务，成为第六届国家杜马议员。2016年和2021年，她分别当选第七届和第八届国家杜马代表。

## 制裁
弗托雷金娜于2022年因俄乌战争而受到英国政府制裁。